# Balkanski romski jezik
Balkanski romski jezik (ISO 639-3: rmn), jedan od sedam romskih jezika kojim govori 709 570 ljudi poglavito na Balkanu i drugim europskim zemljama i nekim zemljama Azije. Balkanski Romi poznati su pod mnogim lokalnim nazivima čije skupine govore različite dijalekte, a razlikuju se i po religiji na muslimane (Xoraxane Roma) i kršćane (Dasikane Roma). 
Većina balkanskoromskih govornika živi na području Bugarske (371 000; 2001 popis) i Srbije (120 000), gdje se govore dijalekti arlija, džambazi i kalderaški. Ove skupine nazivane su i generalnim imenom Kalderaši (romi limari, što dolazi od rumunjskog căldărar).
U Bugarskoj broj govornika pojedinih dijalekata iznosi: arlija (100 000), džambazi (20 000), kalderaša (10 000), istočnobugarski romski (10 000). U Bugarskoj su poznati i kao Drindári u središnjoj Bugarskoj i Jerlídes u zapadnoj; 120 000 arlija u Makedoniji gdje se javljaju pod endonimom Jerlídes. U Grčkoj su grčkoromski (30 000) i arlija (10 000); U Moldovi ima 12 000 govornika (Johnstone 1993), a etnički su poznati kao Ursári (odnosno Mečkari). U Turskoj živi 25 000 Arlija. U Ukrajini su poznati kao Karamítika Romá a žive na Krimu. Najistočniji balkanskoromski diijalekt je zargari iz Irana.
Romski jezici pripadaju centralnim indoarijskim jezicima.

## Vanjske poveznice
- Romani, Balkan (14th)
- Romani, Balkan (15th)